# Elías Figueroa
Elías Ricardo Figueroa Brander (n. 25 octombrie 1946, Valparaíso) este un fost jucător chilian de fotbal. A fost considerat cel mai bun jucător din America de Sud în anii 1974, 1975, 1976 și cel mai bun jucător chilian din istorie. În 1972, 1974, 1975 și 1976 a fost numit cel mai bun jucător pe poziția sa din Campionatul Național al Braziliei și a primit Bola de Prata (Balonul de Argint).
În 1972 (premiul nu s-a dat, dar a avut cele mai bune evaluări) și în 1976 a primit Bola de Ouro (Balonul de Aur), fiind cel mai bun jucător din Brazilia, echivalentul premiului Fotbalistul anului.